# NGC 2829
NGC 2829 (другие обозначения — 2MASS J09193846+3339122) — звезда 14-й звездной величины в созвездии Рысь. Открыта Джорджем Стони в 1850 году.
Этот объект входит в число перечисленных в оригинальной редакции «Нового общего каталога».